# 過去に存在した中国地区・四国地区のダイエーの店舗
過去に存在した中国地区・四国地区のダイエーの店舗（かこにそんざいしたちゅうごくちく・しこくちくのダイエーのてんぽ）は、株式会社ダイエーおよび子会社の中国地区・四国地区における閉鎖店舗を掲載している。
かつてフランチャイズ提携によりダイエーの店舗として営業していた店舗で、フランチャイズ中の閉店、フランチャイズ契約解除による離脱の店舗については過去に存在したダイエーのフランチャイズ店舗を参照。
- 無印はダイエー。それ以外は基本的にブランド名を記述。
- 店舗名の後ろについている×は現在建物が解体された店舗。
- （）内の旧:○○は、運営していた会社の変遷。ただし、閉店直後の運営会社については下記に記述する。
- SC名称は届出が出ていた店舗のみ可能な限り記述する。

## 中国地区
2010年（平成22年）9月20日に下関店が閉店して完全に撤退することになった。

### 鳥取県
- 鳥取店 → トポス鳥取店[3]（1972年（昭和47年）9月21日[4] - 1989年（平成元年）10月[3]10日[要出典] - 1998年（平成10年）11月30日[5]） 鳥取市栄町313-12[6] SC名称:（旧:鳥取ショッパーズプラザ）
鉄筋コンクリート造地下1階・地上5階建て[7]、店舗面積約5,621m2[7] → 約6,258m2[6]。
本通り商店街の一角に「鳥取エフワン」の子会社「日本海リース」が建設したビルに出店していた[7]。当店の開店により鳥取市内の他の商店街の売上が約20%-30%減少し、地元の本通り商店街の売上は増加したほか、鳥取大丸が増床するなどの影響が生じた[8]。
1989年（平成元年）9月末で一旦営業を終了し、同年10月にディスカウントストアのトポスに業態転換した[9]。
現在は解体され、マンションになっている。[要出典]

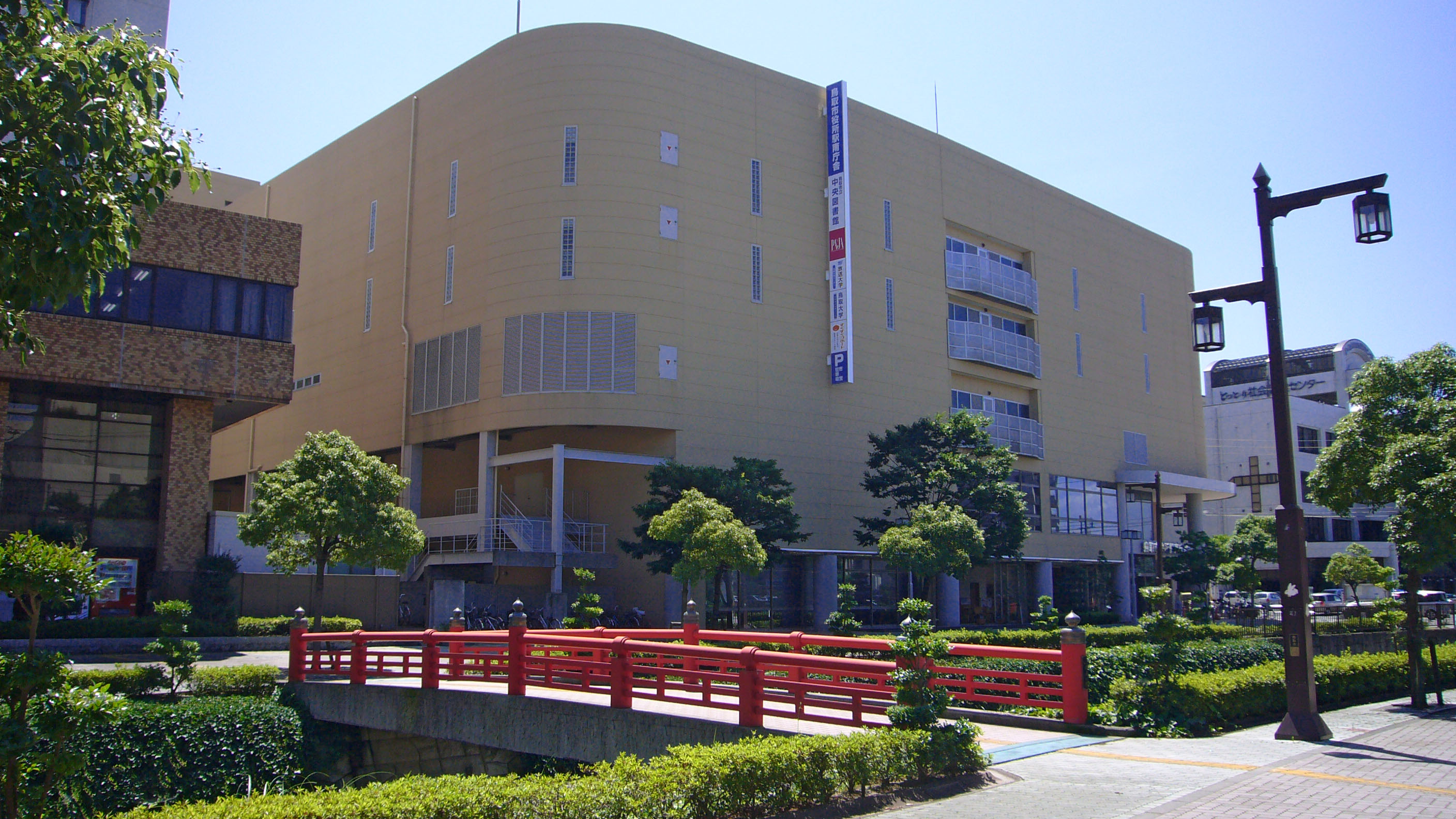
旧ダイエー鳥取駅南店（鳥取市役所駅南庁舎）
ダイエー時代の外壁は白であった。

- 鳥取駅南店（1989年（平成元年）11月28日[10] - 2001年（平成13年）2月28日[11][12]） 鳥取市 SC名称：鳥取駅南ショッピングセンタービル
直営店舗面積約8,568m2[13]。
山陰ステーション開発株式会社が所有する建物に出店。撤退後、2004年（平成16年）11月1日に「鳥取市役所駅南庁舎」となった[14]。これを皮切りに2005年（平成17年）5月に鳥取市立中央図書館が2階に、2006年（平成18年）4月に放送大学が5階に鳥取学習センターをが各々移転したほか、2007年（平成19年）4月に鳥取大学も5階にサテライトセンターを設置するなど公共施設が多数集まった施設となっている[15]。
- 倉吉サンピア店[16]（東宝企業・1983年（昭和58年）9月2日開店[17]、1995年（平成7年）11月直営化[3] - 2005年（平成17年）10月31日[18][19]） 倉吉市大正町2-61-2[20] SC名称：倉吉サンピア[16]
敷地面積約6,839m2[20]、鉄筋コンクリート造地上4階建て塔屋1階[20]、延べ床面積約24,300m2[20]、店舗面積約8,084m2[20]（当社店舗面積約3,638m2[20]）、駐車台数約500台[20]。
倉吉サンピアが所有する「サンピア」の核店舗として店舗面積約4,919m2で出店していた[16]。
ピーク時には売上高150億円を上げ、倉吉市中心市街地の核店舗のとして高い集客力を誇っていた[19]。

### 岡山県

#### 岡山市
- （初代）岡山店[21] → 柳川店（1964年（昭和39年）9月16日[21]→1980年（昭和55年）3月1日にトポス柳川店へ業態転換[22][23][24] - 2004年（平成16年）8月31日[25]） 岡山市中山下1-6-45-301[26]（現・北区）
店舗面積約5,302m2[27]。
中国地方での第1号店[25]・岡山店として岡山フジビルに出店した[21]。（1966年（昭和41年）2月25日に岡山フジビルは会社更生法適用を申請[28]。）
トポス業態転換1号店[24][29]。わたなべ生鮮館柳川いちば。トポス時代は2棟のビルで営業していたが、わたなべ生鮮館柳川いちばとなってからは柳川筋沿いの中央会館ビルのみで営業し、裏通り側のビルは解体された。2012年にわたなべ生鮮館柳川いちばが近隣のビルに移転、ビル解体[要出典]

。
- 岡山駅前店 → ディ＆ディズ店 → ZAP店（1966年（昭和41年）3月16日[30] - 1985年（昭和60年）に「ZAP」に業態転換[31]） 岡山市北区[31]本町6-30[26]
店舗面積1,412m2[30] → 3,272m2[27]。
岡山店の開店による差別化を図るために雑貨やスポーツ用品などの商品を扱う店舗へ業態転換して[24]ディ＆ディズ店となったが1984年（昭和59年）9月に閉店した[32]。1985年（昭和60年）に「ZAP」に業態転換[31]。1994年（平成6年）に岡山オーパとなった[31]。
天満屋が所有する地上9階地下2階のビルの地下1階から地上4階に入居していた[31]。

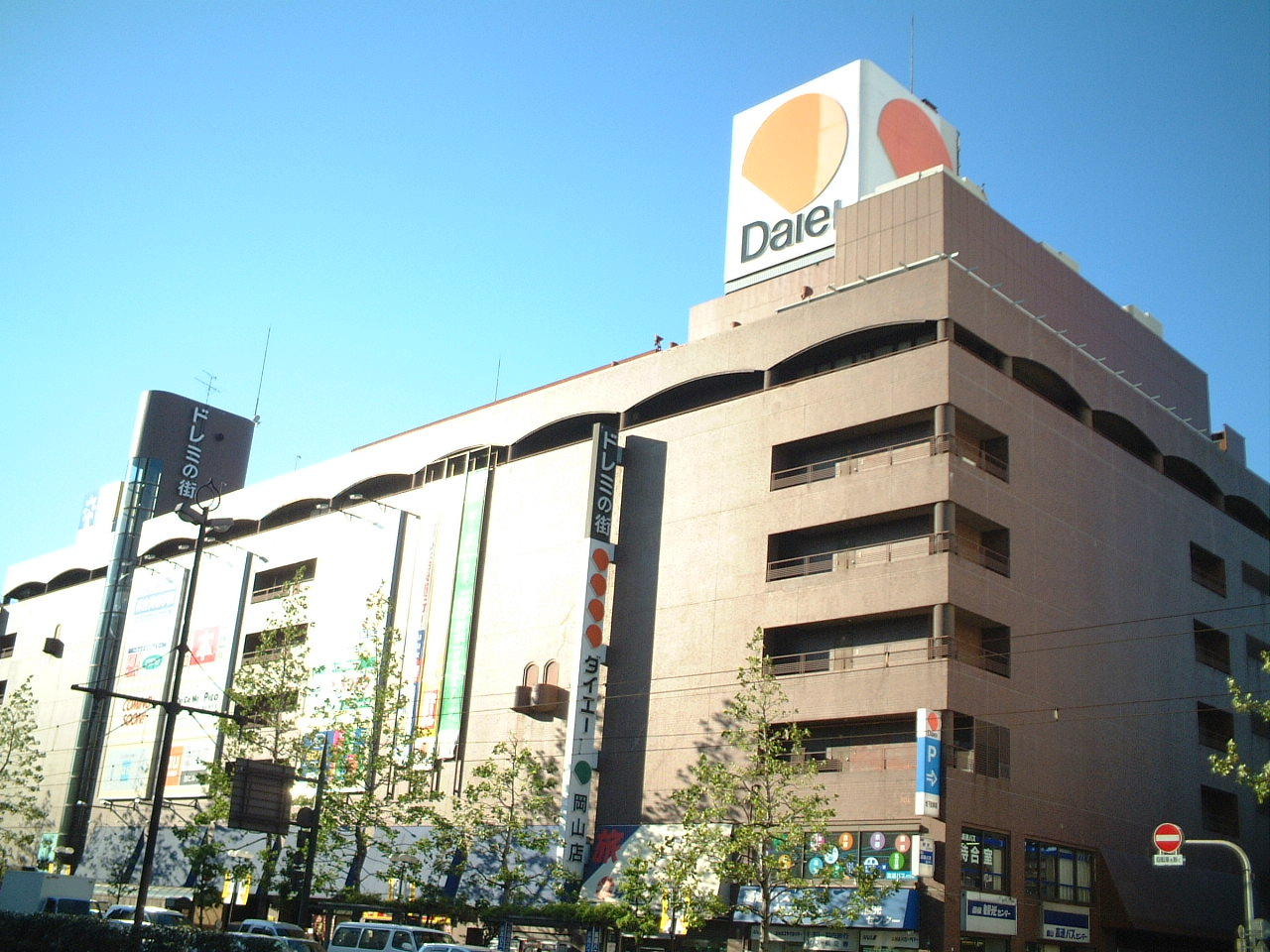
ダイエー岡山店（岡山市）※2005年（平成17年）11月30日閉店

- （2代目）岡山店（1978年（昭和53年）11月3日[33] - 2005年（平成17年）11月30日[34][35]） 岡山市駅前町1-8-5-701[26]（現・北区） SC名称：ドレミの街
直営店舗面積約16,665m2[36]。
近鉄百貨店が1976年（昭和51年）4月に出店を撤回した後に出店を表明して開業した

岡山駅前再開発第6ブロックのドレミの街の核店舗。新核店舗は天満屋ハピーズ岡山駅前店（2006年（平成18年）3月17日開店）。
- ドレミの街直営店舗やテナントになった。2016年9月30日をもって一部のテナントを除き閉鎖され、耐震工事と全面リニューアルが行われたのち、2018年12月7日にICOTNICOTとして再開業した[要出典]。
- ユニード岡山店×[要出典]（1969年（昭和44年）12月11日[38] - 1981年（昭和56年）1月18日[39]）岡山市内山下1-12-21[40][41]（現・北区））
店舗面積約5,279m2[40]。
- ユニード岡南店（1976年（昭和51年）11月18日[42][43] - 1981年（昭和56年）9月6日[39]）岡山市並木町2-14-15[2]（現・南区）
店舗面積約2,175m2[40]。
閉店後の建物はそのまま、大幅に改装され、ボウリング場「ネグザスボウル」が入居している[要出典]。

#### 岡山市以外
- 倉敷店（1970年（昭和45年）7月10日[44] - 2002年（平成14年）5月31日[45]） 倉敷市昭和1-510[46] SC名称:（旧:倉敷ショッパーズプラザ）
敷地面積約7,882m2[46]、延べ床面積17,917.769m2[47]、店舗面積約10,548m2[46]。
鉄筋コンクリート造6階建てのダイエー棟（店舗面積約6,030m2）と2階建ての専門店棟の2棟（店舗面積約3,700m2）で構成され[44]、L字型に配置された両棟の間に広場が設けられていた[47]。
開業初日には5万人の来店客があった[47]。
建物は解体され、2004年（平成16年）12月に「マルナカ倉敷駅前店」となっている[48][49]。
- 水島店（1985年（昭和60年）4月26日[50]‐1998年（平成10年）[25]12月31日） 倉敷市水島西千鳥町6[50] SC名称：ノヴァシティ第一ビル
敷地面積約7,280m2[50]、鉄筋コンクリート造地下1階地上10階建て塔屋1階[50]、延べ床面積約22,435m2[50]、店舗面積約5,917m2[50]（当社店舗面積約4,000m2[50]）、駐車台数約500台[50]。
水島臨海鉄道水島駅前の再開発ビルに入居していた[25]。
- 久世店（1993年（平成5年）12月3日[51] - 1995年（平成7年）12月） 真庭郡久世町（真庭市久世2415[52]） SC名称:久世ロマンチックタウンアルティ[52]
久世ロマンチックタウンアルティの店舗面積約10,123m2[52]、延べ床面積約13,098m2[52]。
ショッパーズエイシンがコアプランニングが開設したショッピングセンターに出店した[51]。売上げの減少により早々に撤退。
久世ロマンチックタウンアルティには「天満屋ハピータウン久世店」（店舗面積約4,881m2）が入居した[52]が、2009年2月28日に閉店[53]。建物は解体され、跡地には2010年8月6日に「マルイアルティ店」が開業した。[要出典]

### 広島県

#### 広島市
- 広島店×（1970年（昭和45年）4月18日[54][55] - 2005年（平成17年）11月27日[56]） 広島市中区袋町3-1[57] SC名称:ショッパーズプラザ広島（旧:広島ショッパーズプラザ）
店舗面積7,473m2[54]。
閉店後、ダイエーが所有していた土地であったため、アメリカのローンスターグループの投資会社、スターキャピタルに売却した[56]。ダイエーにとって不採算店の売却は第1号となった[58]。
2006年（平成18年）1月[59]26日にユアーズ袋町店が出店したのを皮切りに[60]、同年2月17日にデオデオネバーランド袋町店（建物閉鎖後に中区大手町へデオデオネバーランド広島本店と改称の上移転の後、エディオン広島本店新館建設に伴い同本館に再移転。ネバーランド広島本店ビルはアニメイト等が入居のアニメイトビルに転換）[60][61]、ザ・ダイソー[60]広島袋町店などが出店していたが、家主の都合で2008年（平成20年）2月に閉鎖された。建物は2008年（平成20年）に解体され[62]、2010年（平成22年）3月にグランドパーキング本通が完成し、1階はユアーズLIVI広島本通店が入った。
- 広島駅前店（1971年（昭和46年）11月12日[63] - 2005年（平成17年）11月27日[64][65]） 広島市南区松原町10-1[6] SC名称:加藤ビル（旧:広島駅前ショッパーズプラザ）
直営店舗面積約7,110m2[6]。
丸広産業株式会社が所有する「加藤ビル」内に出店。[要出典]退去後は、飲食店やゲーム店、パチンコ店等がある広島フルフォーカスビルになった。館内にはひろしまお好み物語 駅前ひろばがある。[独自研究?]
- ユニード広島店×(1967年（昭和42年）10月25日[66] - 1992年（平成4年）1月31日） 広島市紙屋町2-3-11[66]
広島の本通り商店街の西端に出店していた地下1階、地上5階で売場面積4,755m2の店舗で1969年（昭和44年）度には40億円を超える売り上げを上げていた[67]。
旧ユニードが本州にも出店していた数少ない店舗のひとつ。開店当時は「丸栄広島店」。
閉店後、しばらく建物は放置され、その後解体。跡地には、当時ダイエー系列のローソンとフォルクスが出店した。のちにその建物も解体され、現在はローソンとパチンコ店などが出店しているテナントビル「アーバンBLD紙屋町」が建っている。[独自研究?]

#### 広島市以外
- 福山店 → トポス福山店 → 福山店（2代）（1968年（昭和43年）8月16日[68] - 2005年（平成17年）10月31日[69][70]） 福山市三之丸町8-1[57] SC名称:福山ショッパーズプラザ[71]
敷地面積約3,330m2[68]、鉄筋コンクリート造地下1階地上4階建て[68]、延べ床面積約18,349m2[71]、店舗面積10,624m2[71]。

。
- 開業時には屋上遊園地が開設されていた[72]。
1986年（昭和61年）4月[73]12日[要出典]にトポスに業態変更したが[69][74]、2001年（平成13年）に西館は総合スーパーの[69]ダイエーに業態変更し[74]、その際に東館は直営からテナントに転換してフタバ図書が入居した[69]。
店舗跡のうち、西館は2006年（平成18年）4月12日に穴吹工務店が取得し[74]、東館はトモテツセブンが取得して[74]「トモテツビル」となった。
- ハイパーマート東広島店 → ディー・ハイパーマート東広島店[75]（1998年（平成10年）3月20日 - 2002年（平成14年）8月31日） 東広島市
店舗面積10,793m2[76]。
当初は直営であったが、1999年（平成11年）8月1日に株式会社ダイエー・ハイパーマートに[77]、さらに2000年（平成12年）9月1日に株式会社ディー・ハイパーマートに移管された[75]。
ハイパーマート時代の建物を一部改良して2002年（平成14年）10月25日に地元企業イズミ運営のゆめタウン学園店が開業した[78]。

### 山口県
- 徳山店 → トポス徳山店（1970年（昭和45年）10月30日[79] - 1981年（昭和56年）[80]10月24日業態転換 - 2001年（平成13年）1月31日[81][82]） 徳山市常盤町2-34[83]（現：周南市） SC名称:徳山ショッパーズプラザ[84]
延べ床面積約13,378m2[84]、店舗面積約5,153m2[84]。
1981年（昭和56年）にトポスに業態転換した[85]。
- 山口店×（1969年（昭和44年）10月17日[68][72] - 1998年（平成10年）6月30日[86]） 山口市道場門前町字道場門前1-1-18[57] SC名称:山口ショッパーズプラザ（旧SC名も同名を使用）
敷地面積約2,162m2[68]、延べ床面積約5,934m2[27]。
映画館「鴻城館」跡に出店していた店舗で[87]、開業時には屋上遊園地が開設されていた[72]。
店舗跡は山口市取得して「どうもんビル」とし[88]、2001年（平成13年）3月16日に生活協同組合コープやまぐちどうもん店が開店[89]。2007年（平成19年）12月に2階建ての新しいビルのどうもんパークへ建て替えが行われて、1階にコープどうもん店が旧ビルから引き続き入居し、2階にはNHK文化センターと歯科医院、まちづくり会社の事務局が入居している[90]。「道場門前商店街振興組合」が建て替え、引き続きコープやまぐちがテナント入居する「どうもんパーク」が2007年（平成19年）末に開業した[91]。
- 宇部店×（1971年（昭和46年）11月27日[92] - 1985年（昭和60年）10月閉店[93]） 宇部市中央町2-1-1[6] （旧:宇部ショッパーズプラザ）
敷地面積約2,527.57m2[94]、鉄骨鉄筋コンクリート造地下1階地上5階建て塔屋1階[94]、延べ床面積約13,136m2[94]、店舗面積約3,070m<2[94] → 約4,981m2[93]。
丸久宇部中央店（店舗面積約2,780m2）併設[2]。
（初代）丸久宇部店跡に建設されたショッピングセンターに出店していた[92]。
株式会社丸久が所有する建物に出店。食料品は丸久、衣料品・家具・家電はダイエーがそれぞれ担当する形で営業していた。[要出典]1996年（平成8年）8月31日のLet's09閉店を最後に建物は解体撤去、跡地はロードサイド店舗と平面駐車場。[独自研究?]
- 下関店（1977年（昭和52年）10月21日[95][96] - 2010年（平成22年）9月20日[1]） 下関市竹崎町4-4-8[95] SC名称：シーモール下関[95]
敷地面積約28,921m2[95]、鉄骨鉄筋コンクリート造地下1階地上7階建て塔屋2階[95]、延べ床面積約128,370m2[95]、店舗面積約95,482m2[95]（当社店舗面積約10,909m2[95]）、駐車台数約1,100台[95]。
下関大丸（約21,585m2）と共に[95]シーモール下関開業以来の核テナントのひとつであったが[1]、売り上げの低迷で2010年（平成22年）賃借契約の更新を断念[97]、33年の歴史に幕を下ろした[1]。これにより、中国地方から全てのダイエー店舗が撤退した[1]。跡空間は専門店街の拡張に充てられるため、くまざわ書店は営業継続。2010年（平成22年）11月19日に跡地にはシーモールest（地下はサンリブ）が開業した[98]。
- ユニード下関店（1968年（昭和43年）9月18日[99] - 1981年（昭和56年）3月31日） 下関市南部町31-2[40]
店舗面積約2,797m2[40]。
唐戸の地下1階・地上9階建てのニュー下関ビル内にショッピングセンター丸栄下関店として開店した[99]。
唐戸市場の前を通る国道9号線の向かいにあった。ユニードがダイエーグループに参入したのに合わせシーモールのダイエー店（後述）に統合された為閉店した。現在はサンリブ唐戸。[独自研究?]
- ユニード岩国店（1968年（昭和43年）11月18日[100] - ?） 岩国市
丸栄岩国店として開店した[100]。

## 四国地区
1964年（昭和39年）2月に四国ダイエーを設立し、同年4月、大街道店（松山市）の開業と同時に四国地方へと進出した。
1969年（昭和44年）8月にを吸収合併して直営化。
2005年（平成17年）11月30日の南松山店、ショッパーズ高知店の閉鎖で、四国地方から完全撤退となった。

### 徳島県
- 徳島店×（1971年（昭和46年）6月18日開店[105] - 2005年（平成17年）11月27日閉店[65][106]） 徳島市籠屋町1-34[105] SC名称:東宝ビル[107]（旧:徳島ショッパーズプラザ）
店舗面積約7,679m2[16]、直営店舗面積約4,022m2[16]、延べ床面積約14,097m2[16]。
松田興行有限会社が所有する「東宝ビル」に出店[16]。撤退後、建物は解体され、マンションを建設中。[独自研究?]

### 香川県
- 高松店（1967年（昭和42年）3月21日[108][109] - 1997年（平成9年）） 高松市常磐町1丁目4-1[2]
店舗面積約4,980m2[109] → 約8,999m2[27]。
常磐町1丁目のトキワ街に出店していた[110]。
屋島店の開店に伴い、総合スーパーからファッション専門店に業態変更し、1997年（平成9年）11月に高松OPAになった[111]。
経営は引き続きダイエー本社が行っていたが2001年（平成13年）8月末にビルオーナーの常磐興業（常磐興業）に移管[111][112]、2004年（平成16年）に閉店した[113]。
映画館「旧高松東映」が併設されており、OPAへの改装時に「セントラル高松1」と改称したが、2004年（平成16年）4月23日に閉館した[114]。
店舗跡の建物を利用して約2,000m2に和洋中の店舗が屋台村風に並ぶ「高松いろは市場」が[115][116]2012年（平成24年）5月3日に開業したが[117]、2013年（平成25年）8月末で閉鎖することになった[115][116]。
「高松いろは市場」跡の建物を利用して2015年（平成27年）2月28日と3月1日の2日間「トキワ・ロック・ジャム」が開催された[118]。
- ショッパーズモール屋島（1997年（平成9年）11月27日[119][120] - 2005年（平成17年）11月27日[121]）高松市屋島西町[121]
店舗面積20,466m2[84]、延べ床面積約31,902m2[84]。
- 屋島店（1997年（平成9年）11月27日[119] - 2005年（平成17年）11月27日[121]）高松市屋島西町[121]
店舗面積8,054m2[76]。
ダイエー初のモール型ショッピングセンターとして開業した[119][120]売り場面積20,446m2のショッピングセンターの核店舗のバンドール屋島店と並ぶ1つとして[122]1997年（平成9年）11月27日に開業し[119]、バンドール屋島店閉店に伴う改装で2001年（平成13年）3月15日に改装してバンドールで販売していた家具や玩具などの売り場新設や日用品や食料品を88円で販売するコーナーの品目数を2倍に拡充するなどの改装を行ってバンドール跡に導入した専門店との相乗効果で業績改善を目指したが[123]、2001年（平成13年）2月期に約31.43億円だった売上高が2005年（平成17年）2月期に前期比21.5%減の約20.62億円へ落ち込んで早期の黒字化は困難として[106]開業8年目の記念日に当たる2005年（平成17年）11月27日に閉店した[121]。
- バンドール屋島店（1997年（平成9年）11月27日[119] - 2001年（平成13年）2月25日[124]） 高松市
  - ショッパーズモール屋島の核店舗の1つとして1997年（平成9年）11月27日に開業した[119]家電・パソコンや衣料品、スポーツ用品など扱うディスカウントストアであったが[125]、各分野の専門店との競合が激化したため業績は当初予想を下回り[124]、今後も苦戦を強いられるとして[125]、業績の振るわない直営売り場を見直して集客力の高い他社専門店をテナントとして導入して収益と集客力を同時に改善する方針の一環として2001年（平成13年）2月25日に閉店した[124]。

バンドールの店舗跡に売り場面積約6,000m2のヤマダ電機テックランド屋島店や売り場面積約1,000m2のユニクロ[123]、そして靴小売店「シューズワールド」の3店が2001年（平成13年）3月23日に開店した[123]が、2005年（平成17年）11月27日にショッパーズモール屋島としては閉店し[106]、ヤマダ電機も2006年（平成18年）2月25日に閉店した（ヤマダ電機のみ、法人営業部を持っていた関係で代替店舗である高松春日本店の開業まで退去が猶予されていた。他のテナントはダイエーと同時に閉店）[要出典]。
2007年（平成19年）4月19日に地元ホームセンターの西村ジョイ屋島店が開店した[126](売り場面積20,321m2[127])。
- 坂出店 → ハイパーマート坂出店×（1993年（平成5年）11月25日[128] - 2004年（平成16年）3月6日[129]） 坂出市入船町
敷地面積47,000m2で店舗面積16,400m2のワンフロアの店舗で当初は直営店として初年度売上高目標を80億円としていた[130]が、1994年（平成6年）度で売上高約73億円とその目標が達成出来なかったところに競合店の進出が相次いで低迷し[131]、1999年（平成11年）8月1日に株式会社ダイエー・ハイパーマートに移管された[77]。
株式会社ディー・ハイパーマートに移管されないまま2000年（平成12年）9月30日に閉店[132]。
その後、ダイエー坂出店として営業を行ったが、2004年（平成16年）3月6日に閉店[129]。
その後建物を解体し、更地状態が長く続いたが、跡地を利用して2005年（平成17年）6月2日に「コメリホームセンター坂出店」とディスカウントスーパー「ラ・ムー坂出店（大黒天物産）」やなどが開業し、翌月に「ベスト電器坂出店(現:ヤマダ電機 テックランド坂出店)」が開店して新たなショッピングセンターが全館開業した[133]。
- 丸亀店（1979年（昭和54年）11月30日[134] - 1998年（平成10年）11月[135][136]20日） 丸亀市大手町3-10-20[137] SC名称：丸亀琴参ショッピングセンター[137]
琴参商事株式会社が所有する建物に出店。売場面積約9,510m2[27][138]。
店舗跡の地下1階、地上5階のうち地下1階から地上3階まで2000年（平成12年）5月12日に琴平参宮電鉄が経営する琴参ショッピングプラザ「カーニバル」が開業したが、集客力のあるテナント招致に失敗したことなどから売上が目標の35億円に対し約10億円と大幅に下回ったことから約1.8億円の赤字となり、2001年（平成13年）8月までに閉店することになった[136]。
その後、アイゼンとなったが、2013年（平成25年）4月時点では空き店舗となっていたが[137]、同年8月2日にドン・キホーテやアイゼンが入居する複合施設、「丸亀ナナイロ」が開業した[要出典]。
- ハイパーマート丸亀南店 → ディー・ハイパーマート丸亀南店[75]×（1995年（平成7年）4月[138] - 2002年（平成14年）8月29日[139][140]） 丸亀市中府町1丁目[139]
店舗面積約10,000m2[13]。
当初は直営であったが、1999年（平成11年）8月1日に株式会社ダイエー・ハイパーマートに[77]、さらに2000年（平成12年）9月1日に株式会社ディー・ハイパーマートに移管された[75]。
閉店後、改装を経て店舗跡にフジが出店し、2003年（平成15年）4月4日に「フジグラン丸亀中府」となった[141]が43億円を見込んでいた売上高が[142]2003年度（平成15年度）で約32億円と下回った上その後も減少が続いて2007年度（平成19年度）には約24.6億円と最後まで売り上げの低迷が続き、2008年（平成20年）10月31日に閉店した[143]。
この撤退により賃貸収入年間約1.9億円を失ったことにより建物所有者の琴平参宮電鉄の解体につながった[144]。2009年に建物が解体されて一度更地とした後[145]、2010年（平成22年）2月に食品スーパーのハローズ丸亀中府店が開店[146]した。
- 観音寺ショッパーズプラザ（ - 1989年（平成元年）） 観音寺市観音寺町
1965年（昭和40年）6月3日に加ト吉が運営する「ショッピングセンターママ」として開店[147]。1973年（昭和48年）5月25日に「観音寺ショッパーズプラザ」になる[148]。
その後はマルナカ系列の「ラック」が一部階層のテナントとして、運営するも短期間のうちに撤退[要出典]。
2010年（平成22年）2月、解体更地[要出典]。

### 愛媛県
- （初代）松山店[149] → 大街道店（1964年（昭和39年）4月18日[149][150] - 1975年（昭和50年）10月[2]30日）松山市大街道二丁目14-3[151]
店舗面積1,092m2[152]。
四国1号店として、ダイエーが55％で地元側が45％出資して設立した四国ダイエーが、松山松竹跡に出店した[150]。ダイエーとしては3番目の閉鎖店舗。[要出典]
コーノと合弁で[153]1976年（昭和51年）1月24日に「株式会社ダック松山」設立し[154]、同年3月27日に店舗跡に同社1号店を開店した[153]。
後に「株式会社ショッパーズエイシン」と合併（1999年（平成11年）閉店）[要出典]
- 千舟町店 → （2代目）松山店×（旧:千舟ショッパーズプラザ[155]、1970年（昭和45年）12月4日[155] - 1998年（平成10年）12月;[76]31日） 松山市千舟町4-4[83] SC名称:（旧:千舟ショッパーズプラザ）
敷地面積約1,987m2[155]、鉄骨鉄筋コンクリート造地下1階地上8階塔屋2階[156]、延べ床面積15,822.1m2[156]、店舗面積9,127m2[152]。
建物は解体され、跡地はマンションになっている[要出典]。

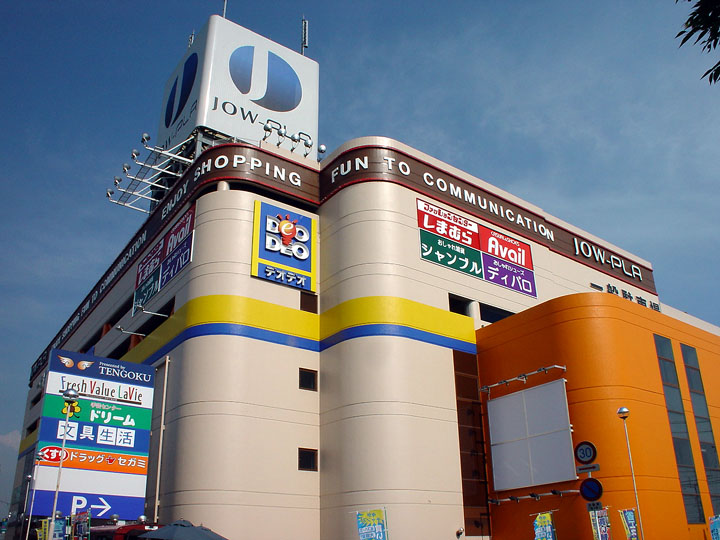
ジョー・プラ（旧：南松山店）

- 南松山店（1979年（昭和54年）11月2日[157] - 2005年（平成17年）11月30日[103]） 松山市朝生田町5-1-25[16] SC名称：南松山ショッパーズプラザ[16]
店舗面積16,669m2[16]、延べ床面積約43,800m2[16]。
株式会社トーエイが所有する建物に出店[16]。
現在は、ジョー・プラ（ママイ、ダイソー、デオデオ他）となっている[要出典]。
- 新居浜店（旧：南海百貨店経営のFC店[83]、1971年（昭和46年）9月[83] - 1999年（平成11年）5月31日[158]） 新居浜市若水町2-6-5[83]
直営店舗面積約7,165m2の店舗であった[158]。
1970年（昭和45年）6月に南海百貨店とフランチャイズ契約に調印[159]。
閉店後、店舗跡にマルナカが出店し、2000年にマルナカ若水店として再開業[160]。ダイエー時代は4階まで売場があったが、マルナカ時代は開業当初から売場を2階部分までに縮小させて営業していた。だが築年数の経過により建物の老朽化が進んだことから、2016年に一旦閉店･解体及び平屋建て店舗へと建て替え、2018年12月1日にマルナカ若水店(2代目)として再オープン[161]した。
- ハイパーマート西条店 → ディー・ハイパーマート西条店[75]（? - 2002年（平成14年）6月4日[要出典]） 西条市
当初は直営であったが、1999年（平成11年）8月1日に株式会社ダイエー・ハイパーマートに[77]、さらに2000年（平成12年）9月1日に株式会社ディー・ハイパーマートに移管された[75]。閉店後、地元企業のフジが店舗跡に出店し、2002年（平成14年）9月28日にフジグラン西条として再開業を果たした[162]。
- T・ナンカイ店×（旧：南海、1959年（昭和34年）9月[163] - 1992年（平成4年）3月直営化[3] - 1999年（平成11年）5月31日[158]）西条市大町新町1727-1[164]
1977年（昭和52年）に増床して店舗面積2,053m2となった[163]。
ディスカウントストア業態の店舗として運営された[163]。店舗ロゴもトポスと同様式のものを使用していた[要出典]。

### 高知県
- ショッパーズ高知店[104]×（ショッパーズプラザコーチとして1970年（昭和45年）4月18日開店[165]、1979年（昭和54年）11月1日[166] - 1991年（平成3年）9月1日直営化[167] - 2005年（平成17年）11月30日[168][104]） 高知市帯屋町2-2-5[166] SC名称：ショッパーズプラザコーチ[166]
敷地面積約3,823m2[166]、鉄筋コンクリート造地下1階地上5階建て[166]、延べ床面積約16,728m2[166]、店舗面積約9,422m2[166]（当社店舗面積約5,806m2[166]）、駐車台数約303台[166]。

店舗面積10,385m2、延べ床面積約16,598m2。
- 直営店舗面積約6,437m2[36]。
高知スーパーマーケットが運営していたショッパーズプラザコーチを、ダイエーの全面支援の下、百貨店風に仕上げた地下1階・地上5階建ての大型店舗。県内で唯一、食料品・衣料品・家電製品のフルラインのワンストップSCの機能を持っていた。運営はSC名称と同名のショッパーズプラザコーチ[169]。
その後は、ダイエー直営店となる。本来は「高知店」を名乗る筈であったが、せっかく親しまれた「ショッパーズ」の名称が無くなってしまう為、粋な計らいで残したという[169][167]。
閉店後は就職情報センターじょぶカフェなどが入居したが、その後、建物を解体し、2009年（平成21年）6月3日に一部がコインパーキングとなった[170]。2012年（平成24年）5月に跡地の西側部分の3,064m2に地権者を事業主として商業施設と賃貸マンションの複合施設を建設することになり[171]、2015年（平成27年）7月31日に完成し[172]、8月8日に「帯屋町CENTROチェントロ」として開業した[173]。また、残るアーケード入り口側には、よさこい衣装や舞台衣装を取り扱う「ほにや本店(1Fにはファミリーマートも入居)」が営業している。[独自研究?]